# قرار مجلس الأمن التابع للأمم المتحدة رقم 745
قرار مجلس الأمن التابع للأمم المتحدة رقم 745، المعتمد بالإجماع في 28 فبراير 1992 ، بعد أن أشار إلى القرارات 668 (1990) و717 (1991) و718 (1991) و728 (1992)، وبعد أن نظر المجلس في تقرير قدمه الأمين العام بطرس بطرس غالي في 19 فبراير 1992، أذن ب إنشاء سلطة الأمم المتحدة الانتقالية في كمبوديا، على أثر التسوية السياسية التي تم الاتفاق عليها في باريس في 23 أكتوبر 1991. وكانت هذه هي المرة الأولى التي تولت فيها الأمم المتحدة إدارة دولة ما، خلافا للرصد أو الإشراف
وقرر المجلس كذلك أن تمتد ولاية سلطة الأمم المتحدة الانتقالية في كمبوديا إلى ما لا يزيد على ثمانية عشر شهرا، بهدف إجراء انتخابات في موعد لا يتجاوز مايو 1993. وطلب أيضا إلى الأمين العام أن ينشر السلطة فورا وبأكبر قدر من الكفاءة بطريقة فعالة من حيث التكلفة، مع إبقاء العملية قيد الاستعراض المستمر. وفي الوقت نفسه، عين ياسوشي أكاشي الممثل الخاص لكمبوديا.
ودعا القرار أيضا جميع الأطراف في كمبوديا، بما في ذلك المجلس الوطني الأعلى لكمبوديا، إلى التعاون مع سلطة الأمم المتحدة، وكفالة تنفيذ الاتفاقات الموقعة، وسلامة جميع موظفي الأمم المتحدة في البلد، وتقديم المساعدة والتسهيلات للسلطة. كما حثت الأطراف الكمبودية على تسريح قواتها العسكرية قبل الانتخابات.
وأخيرا، دعا القرار 745 الدول الأعضاء إلى تقديم المساعدة إلى السلطة ودعم خطة الأمم المتحدة في كمبوديا، بما في ذلك برامج الوكالات المتخصصة، وإعادة تأهيل المشردين وإعادتهم إلى أوطانهم، وإصلاح الهياكل الأساسية. وتطلب أيضا إلى الأمين العام أن يقدم تقريرا بحلول 1 يونيو 1992 عن التطورات، ثم يقوم بذلك في سبتمبر 1992 ويناير 1993 وأبريل 1993.
وبلغ القوام المأذون به لسلطة الأمم المتحدة الانتقالية في كمبوديا 22,000 فردا، وبلغت تكلفة هذه العملية 1.6 مليار دولار أمريكي. وقد دخلت حيز التشغيل في 15 مارس 1992، حيث استوعبت بعثة الأمم المتحدة المتقدمة في كمبوديا التي كانت موجودة قبل سلطة الأمم المتحدة الانتقالية في كمبوديا.

## وصلات خارجية
- نص القرار في undocs.org